# Кітамівський технічний університет
Кітамівський технічний університет (яп. 北見工業大学, きたみこうぎょうだいがく; англ. Kitami Institute of Technology) — державний університет у Японії. Розташований за адресою: префектура Хоккайдо, місто Кітамі, квартал Коен 165. Відкритий у 1966 році.

## Факультети
- Інженерно-технічний факультет (яп. 工学部)

## Аспірантура
- Інженерно-технічна аспірантура (яп. 工学研究科)